# زرواو السفلي (كاني سور)
زرواو السفلی (بالفارسية: زرواو سفلی) هي قرية تقع في إيران في قسم کاني سور الريفي. يقدر عدد سكانها بـ 546 نسمة .